# Skibsbygning
 Der er for få eller ingen kildehenvisninger i denne artikel, hvilket er et problem. Du kan hjælpe ved at angive troværdige kilder til de påstande, som fremføres i artiklen.

Skibsbygning er kunsten at konstruere og bygge skibe og fartøjer. Skibsbygning udøves som regel på et skibsværft, og i historisk sammenhæng bestod skibsværftet af en slippe anlagt på en strand. Skibsbyggeri har en grundlæggende teknologi og terminologi fælles med bådebygning. Historisk set har skibsbyggekunsten haft en betydelig betydning for handel og skibsfart og for kommunikationer mellem forskellige samfund. Nutidens materialer og teknologi har kun været tilgængelige i en lille del af skibsbygningens lange historie, men de grundlæggende principper for konstruktion og byggeri er ikke ændret ved begyndelsen af i det 21. århundrede e.Kr.
Demonteringen af skibe kaldes for ophugning.

## Forhistorie
Arkæologiske udgravninger på Ny-Guinea har vist, at mennesker kom dertil fra Sydøstasiens fastland for mindst 60.000 år siden (sandsynligvis i løbet af istiden). Afstandene mellem øerne fra det asiatiske kontinent til Ny-Guinea var langt kortere under den sidste istid, som varede fra cirka 110.000-10.000 år f.Kr. på grund af et lavere havniveau, da store dele af vandet var bundet i is. Ikke desto mindre måtte man krydse åbent hav for at komme dertil. Forfædrene til aboriginerne i Australien og befolkningen i Ny-Guinea havde krydset Lombokstrædet for over 50.000 år siden med søgående fartøjer, som førte dem til et nyt kontinent.
Spor efter menneskelige aktiviteter på det amerikanske kontinent er blevet daterede til at være mere end 15.000 år gamle. Den fjerntliggende ø Cypern i Middelhavet op til 50 km fra fastlandet i Levanten og Anatolien var allerede befolket i over 12.000 år, og arkæologiske fund har vist, at husdyr var overført dertil omkring 8.000 f.Kr. Fra øen Melos i Det Ægæiske Hav blev obsidian eksporteret til Egypten omkring 7.000 f.Kr. Spor efter menneskelig kultur fra cirka 5.200 f.Kr. er fundet på Malta, som ligger cirka 100 km fra fastlandet.

## Historisk skibsbygning
Når eller hvor skibsbygningskunsten først blev udviklet, er ikke kendt fra forhistorisk tid og de første årtusinder med nedskrevne skrifter. Der findes ikke nogen entydig retning på udviklingen af kunsten at bygge både og skibe. Hvert samfund havde sin egen, unikke udviklingstakt. De tidligste kulturer var adskilte men havde det til fælles, at deres bosættelser uden undtagelse var lagt nær vand for tilgang til drikkevand, fiskeri og vanding. For at jage og senere drive handel med andre bosættelser forflyttede menneskene sig over store afstande således, at man før eller senere var nødt til at krydse vådområder, floder, søer og stræder. For at kunne krydse disse hindringer konstruerede de første kulturer egne søgående fartøjer med tilstrækkelig flyde- og bæreevne med enkle hjælpemidler. Sivrør, træstammer, skind og andet blev taget i brug enten som enkle flydeindretninger for kortvarig brug eller som varige fartøjer, man havde produceret med de evner og muligheder, som til enhver tid fandtes. De første både var relativt enkle og byggemetoderne og valg af materialer var mangfoldige.
Udviklingen af de første fartøjer blev bestemte af lokale vandforhold, lokale behov og lokal dygtighed i de enkelte samfund, som etablerede sig i områder i umiddelbar nærhed af vand som floddeltaer, floder og søer. En stor variation af bådetyper blev udviklet. Disse har stort set bestået kontinuerligt gennem menneskehedens historie, helt til begyndelsen på det 20. århundrede. I Mesopotamien og Egypten havde man lavet flåder af sivbundter hentet fra sumpene i floddeltaerne. Flådefartøjer med opblæste eller fyldte dyreskind fandtes på floderne Tigris og Eufrat, mens egypterne benyttede lerkar i Nildeltaet. Hvor det fandtes meget træ, var det muligt at bearbejde tømmerstokke til stammebåde ved at brænde og udhugge disse indvendigt.
Længst mod nord, hvor der kun var lidt træ, som i Skandinavien for mange årtusinder siden, havde man udviklet fartøjer trukket med skind eller dyrehuder over en træramme. En sådan båd kaldes en skindbåd. De var lette og dermed enkle at transportere over land. Skindbåden var udbredt mange steder i verden, på floderne Tigris og Eufrat var runde skindbåde kaldet guffa, et almindeligt syn i mange århundreder. De er først afbildet cirka 900 f.Kr. af assyrere. Det fandtes også fartøjer lavet af flettede kurve som set i Vietnam i 1900-tallet, og kanoer hos nogen indianerstammer i Amerika var byggede med never (birkebark) taget fra træerne.
Den egentlige skibsbygning begyndte med plankebåde, som var konstruktioner med sammenføjede bordgange, men der er ikke fundet en klar og entydig retning for udviklingen af plankebåde. Man regner med, at de blev udviklede i forskellige kulturer på forskellige tidspunkter nærmest hver for sig. Ved at fæste tømmer og mindre træemner til stokkebåden var man kommet et vigtigt skridt nærmere plankebåden. Men stokkebåden var ikke det eneste ophav til plankebåden. I Egypten er de første plankebåde fundet i Abydos fra cirka 3.000 f.Kr. Det tidligste bevis på at en plankebåd havde en unik baggrund ved at have sin oprindelse i sivbåden med sivbundter ombyttet med planker.

### Det fjerde årtusinde f.Kr.
Fra det gamle Egypten var et meget vigtig arkæologisk fund i Abydos opdaget af arkæologer fra Archaeological Institute of America. I nærheden af farao Khasekhemwys (død cirka 2.686 f.Kr.) gravmæle, var op til 14 konstruktioner af mursten undersøgt, og det viste sig at rumme gravlagte både med længder mellem 19 og 29 meter samt en bredde på op til 3,5 meter. Den ældste og største af disse Abydos-både er dateret til ca. 3.050 f.Kr., antages at have tilhørt en tidligere farao. Ifølge professor David O´Donnell, som ledede de arkæologiske undersøgelser, kan det være farao Hor-Aha (antaget 3.032-3.000 f.Kr.).
Abydos-båden har en enkel konstruktion med bordgange sammensurrede med fibertov gennem V- og L-formede kanaler og enkelte tapper, men kan have været sammenføjede ved syning. O´Donnell mente, at man havde fæstet plankerne sammen med søm og fortættet åbningerne med papyrus eller græs. Om Abydos-båden var syet sammen ved brug af teknikken med syede træplanker, er usikkert. Men hypotesen om, at de første egyptiske plankebåde og senere skibe var byggede med syede træplanker, er ikke blevet modsagt.

### Det tredje årtusinde f.Kr.
Fra det fjerde dynastis tidsregning i det gamle rige er det ældste intakte skibe fundet i et hul ved foden af Kheopspyramiden i Giza efter 4.600 år som et byggesæt næsten helt urørt af tidens virkninger. Dette skib kendt som Khufu-skibet som et begravelsesskib for farao Keops som døde i 2.566 f.Kr., er 43,6 meter langt og 5,9 meter bredt med et 9 meter langt dækshus, bygget som et rent flodfartøj til Nilen med glatte bordklædning på skroget.
Skibet var bygget med meget lange bordgange, som var låst sammen med et system af trætapper og dyvler med en ny byggeteknik, som har været enestående i antikkens tidsregning, tapsamlinger med udhuggede eller udskårne taphuller indad i plankerne, som så blev sat sammen med trætapper. Dette producerede et fartøj med glat bordlægning, men som egentlige er skalbygget med en skalteknik. Indre afstivning var ikke rejst under bygningen før skallen var gjort færdig. Den egyptiske byggeteknik ved brug af tappesammenføjning i hele Oldtidens Egyptens tidsregning var baseret på løse trætapper, som kun blev limet fast, og som dermed kunne fartøjet skilles ad for transport på land som et byggesæt.
Verdens første kendte "tidevandsdok" fra cirka 2.500 f.Kr. ved Lothal på den indiske delstat Gujarat i den vestindiske kyst blev fundet i 1900-tallet. Men teorien om den kunstige konstruktion af mursten på 214 x 36 meter størrelse som en dok, er omdiskuteret, andre har ment, at det kan være et ferskvandsbassin. Andre større havnesteder fra Induskulturen (2.600-1.900 f.Kr.) var sandsynlige også på Balakot og Dwarka foruden mange mindre havnesteder. Det lokale tidevand var sandsynligvis til stor hjælp for losning af både, som stoppede på de grunde dele af kysten eller floder som med tidevandet var tørlagte. Arkæologiske fund har bevist meget omfattende søfartsvirksomhed mellem Induskulturen i Indien og andre kulturer som sumererne i Mesopotamien.
Ved midten af det tredje årtusinde havde flere civilisationer taget kontakt indbyrdes ad søvejen med indføringen af sejldrift og bedre byggede fartøjer som kunne være sande havgående skibe. De første afbildninger af havgående skibe er fra omkring 2.475 f.Kr., da farao Sahure (2.487-2.474 f.Kr.) havde udsendt flere ekspeditioner på Middelhavet og Det Røde Hav til fjerntliggende lande som Libanon og Punt. Egyptisk skibsbygningshistorie er så godt dokumenteret, at man har større kendskab til egyptiske skibe end andetsteds i de første årtusinder frem til begyndelsen på det sidste årtusinde f.Kr.

### Det andre årtusinde f.Kr.
I det østlige del af Middelhavet var egypterne ikke alene om at bygge skibe med udgangspunkt i småbåde beregnede på at krydse havstrækninger fra land til land. Øerne i Det Ægæiske Hav havde ligeledes etableret kontakt indbyrdes for handel og eksport, og via Cypern eller langs den anatoliske kyst til havnebyerne i Levanten var det muligt at sende gods til det egyptiske rige. Den første europæiske civilisation, som havde taget kontakt med andre civilisationer, er den minoiske civilisation på Kreta i den ægæiske kultur, som havde eksisteret mellem 2.700 og 1.450 f.Kr. Skibe fra Kreta betegnes som keiftiu-skibe i egyptiske skrifter om søfart fra andre lande. Meget lidt er kendt om de minoiske skibe fra Kreta, men arkæologisk set er det første skibsvrag fra Kreta opdaget uden for Pseira i 2003. Trods mangel på trægenstande fra skibet er det blevet dateret til cirka 1.800 til 1.675 f.Kr. baseret på fundet af lasten. Det kan have været mellem 32 og 50 engelsk fod langt.
Fra havnebyerne på Levanten begyndte fønikerne deres virksomhed som en handelskultur som hurtigt etablerede kontakt med det egyptiske rige og den ægæiske kultur. Så tidligt som i cirka 1.300 f.Kr. forliste et skib ved Uluburun langs den anatoliske kyst, det blev opdaget af marinearkæologer i 1984 som kunne undersøge resterne, som var godt bevarede efter meget lang tid i havbunden. Antagelig var dette skib af fønikisk oprindelse med en kapacitet på ti ton i lasteevne på et 15-16 meter langt skrog, som var bygget med en ny variant af tapsamling. Som på egyptiske skibe havde vraget også trætapper banket ind i tappehuller for at sammenføje bordgangene, men det var slået trænagler ind for at fastlåse tretapperne. Denne nye byggeteknik skulle dominere al skibsbygning i hele middelhavsområdet i resten af antikken. I senere tid var byggeteknikken betegnet som coagmenta punicana eller "fønikiske sammenføjning" af romerne.

### Det første årtusinde f.Kr.
Den fønikiske handelskultur spredte sig udover hele middelhavsområdet til Gibraltarstrædet og ud i Atlanterhavet i den første halvdel af årtusindet. Man havde indførte fælles teknologiske løsninger indenfor skibsbygning over hele området til fremmede kulturer, som ikke var sene til at følge efter som grækerne, som skulle blive deres rivaler fra efter omkring 700 f.Kr.
Den græske dikter og historiker Homer havde de meste detaljerede beskrivelser af de første græske skibe i de mørke århundreder fra ca. 1.200 til 800 f.Kr. og ind i arkaisk tid fra ca. 800 til 500 f.Kr. Græske fartøjer, som var omtalt af Homer i hans værker Iliaden og Odysseen, var enten byggede med syede planker eller med tappesammenføjning, som var kommet som en nyhed til det gamle Hellas. Det var benyttet hør, hamp eller lærred til at sy bådene og skibene. Flere typer skibe var beskrevet af Homer, mindre skibe med 20 årer og større skibe med 50-52 årer. Dette repræsenterede en nyhed indenfor skibsbygningshistorien, sådanne lange åredrevne fartøjer generelt er kaldt longa navis eller navis longa, som på latin betyder langskib.
Langskibets konstruktion var meget godt beskrevet i det episke digt Odysseen om helten Odyssevs´ lange sørejse hjem efter sejren ved Troja. Det er først i nyere tid, at man har forstået den indviklede jargon på detaljerne af konstruktionen, blandt andet; "han borede huller gennem alle plankerne og kiltede dem tæt sammen, bankede dem sammen og låste dem med trænagler og trækiler." Dette beviste, at Odysseus´ skib som er trolig en pentekonter på 50 årer, var bygget med låste trætappe, og dermed havde man fået en robust konstruktion. Som et meget langt fartøj, som kunne være op til 40 meter langt, var det sårbart mod kølsprængning. For at modvirke belastningerne på skroget blev der brugt indvendige eller udvendige trosser kaldet hypozoma mellem stævnene, som blev strammet til for at give langskibs styrke.
Med pentekonteren som udgangspunkt i begyndelsen af det første årtusinde f.Kr., skulle den klassiske galej for krig opstå med egne årearrangementer først med en række roere, derefter en dobbelt og siden en tredje række roere, biremen og triremen. Med en vædderstævn ment for at ramme et fjendtligt skib, skulle de græske, fønikiske, kartaginiensiske og romerske navis longa dominere Middelhavet i resten af årtusindet.
Krigsskibe, som blev roede, var det meste kendte skib i den gamle verden, men for at transportere varer over havstrækninger blev sejlførende handelsskibe tidligt udviklede af fønikerne og grækerne med en fælles design og konstruktion, som gav dem en betegnelse som eksisterede i middelhavsområdet frem til 1500-tallet i over tre tusinde år: rundskib. Betegnelsen går ud på formen af det aktuelle skib, som var tre gange så langt som det var bredt som en regel, og denne regel har eksisteret i lokale skibstyper frem til det 20. århundrede. Rundskibet i antikken var et drægtigt handelsskib med sejlrigning for sikre overgang frem for hurtighed, der er varianter som de græske holkas som stolede mere på trækkekraft fra galejer end på sejlføring. Som med galejerne var rundskibet også bygget med tappesammenføjning som set i et stort antal arkæologiske fund af skibs- og bådevrag fra 1.300 f.Kr. til 500 e.Kr.

### Kina
Den kinesiske søfartshistorie er for første gang dokumenteret i Vår- og høstannalernes tid fra 722 til 481 f.Kr., fra den samme periode var de første afbildninger af fartøjer også fundet. De store floder Huang He og Yangtze med deres respektive vandløb som gennemskar landet, som senere skulle kaldes Kina i Østasien, var et naturlig udgangspunkt for en selvstændig udvikling af skibsbygning. De første kinesiske både var stokkebåde, flåder opbyggede med bambus, trætømmer, opblæste dyreskind, skindbåde og sivbåde. Det ældste skrifttegn på en båd i Kina er fra Shang-dynastiet (1.550-1.045 f.Kr.), chou, et rektangulært ideogram efter en konstruktion, som kan have været en flåde. Men den kinesiske stokkebåd som er fundet i nyere tid, var rektangulær i form.
De første plankebåde i Kina kan være sammenføjet med syede planker som set i en del arkæologisk fund og nedskrivninger andetsteds i Østasien, men dokumentation på dette fra kinesiske kilder er yderst mangelfulde. Så sent som i det 20. århundrede e.Kr. er både med syede planker fundet på øen Hainan. En af de få nedskrivninger om kinesisk skibsbygning med syede planker er fra det 2. årtusinde e.Kr. af den kendte historiker Zhong Qufei, som dokumenterede hverdagslivet i Kina i det Sydlige Song-dynasti (1.126-1.279 e.Kr.). I provinsen Guangdong mod syd var store skibe fortsat byggede med syede planker.
De første plankebåde, som er fundet i nyere tid, er oprindelige sampaner ved, at man bestod af træplanker, deraf betegnelsen "træplanker" på ordet sampan. Disse bådevrag fra Han-dynastiet er sagt at være blevet sømmet sammen uden, at detaljerne er kendt. Brug af nagler eller søm af jern for at sammenføjede bordgange på en plankebåd er blevet dokumenteret fra Han-dynastiet (202 f.Kr-220 e.Kr.). Allerede fra det første årtusinde f.Kr. var et antal skibstyper for krigsformål kendt gennem den kinesiske bog Yuejueshu fra 52 e.Kr. af Yuan Kang. Disse skibe var "den store vinge" (da yi), "den lille vinge" (xiao yi), "maveslageren" (tu wei), "slotskibet" (lou chuan) og "broskibet" (qiao chuan). Den ældste afbildning af et kinesisk skib er fundet på en vase fra 400-tallet f.Kr., som viser et rofartøj med rejst dæk over roere. Det var også krigsskibe den gang, som skulle ramme fjendtlige skibe i de kinesiske vandløb.
I Han-dynastiets tid var det kinesiske skibsbyggeri udviklet videre til brug af nagler og senere søm af metal som jern på deres plankebåde og skibe. For brug på de lavvandede kanaler og søerne udviklede kineserne flere typer af styreårer frem til, at man havde udviklet åren yuloh. Den nye åretype blev ikke bare brugt som styreåre men også som håndåre, som ikke måtte tages op af vandet, som fremdrift. Yuloh-åren blev udbredt til resten af Østasien fra Kina og var lokalt betegnet som ro i Japan. Ældre rofartøjer blev erstattede med enkelte både og skibe med sejl og få yuloh-årer. Et andet resultat af udviklingen er det fritstående stævnsror placeret gennem en åbning i agterstævnen eller agterspejlet. Det kunne tages op af vandet om nødvendigt og fungerede som et middel mod afdrift under sejlads ude på havet.
Store indenlandske fartøjer var allerede udviklede på de kinesiske vandløb, og fra 400- eller 500-tallet sejlede de første fuldstændigt udviklede junker på det åbne hav over større havstrækninger end tidligere. De kinesiske skibsbyggere startede arbejdet med djunken ved at begynde med bundsektionen. De første junker i det første årtusinde e.Kr. er formodentlig skalbyggede uden indre afstivning. Men byggeteknikken for at sammenføje bordgangene som skulle have en glat bordlægning på ydersiden, er en kombination af klinkbygning og kravelbygning. Det blev taget i brug rabbede bordgange kant mod kant således, at nagler af træ eller jern blev slået gennem fra den øverste til den nederste bordgang. Den indre afstivning var sat ind først efter, at skallen var gjort færdig.
Lokale varianter af denne byggeteknik i junkerne har også eksisteret i Korea og andre dele af Asien. Specielt på de koreanske skibe videreudviklede fra tømmerflåden for meget krævende omgivelser med tidevandsforhold, man kunne have fået indtryk af klinkbyggede fartøjer selv om disse rabbede bordgange i grove dimensioner egentlige var lagt kant mod kant. En anden byggeteknik for havgående skibe i Østasien var brug af syede planker, som næsten var enestående i kulturerne omkring Det indiske hav. Junker bygget i det sydlige Kina var formodentlig bygget med syede planker fra 300-tallet til 1.200-tallet e.Kr. under påvirkning af den sydøstasiatiske skibsbygningskunst.

### Indien
På de indiske havnebyer i de første århundreder efter år 0 lå de lokale handelsskibe med byggeteknik baseret på syede planker eller dymlinger og romerske handelsskibe med deres hjembase i Det Røde Hav. Afbildninger af indiske både og skibe fra 100-tallet f.Kr. har viste en form for sammenføjning med brug af dymlinger, som blev bankede ind på åbninger mellem bordgangene som på egyptiske begravelsesskibe fra Dahshur. Fra relieffer fundet i huler i Aurangabad, daterede til mellem 300-tallet og 500-tallet e.Kr., er tydelige nater mellem bordgangene set på et fartøj. Det var antagelig klinkerbygget, blot i omvendt rækkefølge. Denne er det tidligste bevis på den østindiske byggeteknik baseret på omvendte klinkbygning mod Bengalbugten frem til vore dage.
Omfattende handel mellem Romerriget og Indien havde fundet sted allerede i det sidste århundrede f.Kr. og skulle blive en lukrativ aktivitet for de næste århundreder frem til 300-tallet. Men det er ret lidt dokumenter om disse romerske handelsskibe, som er blevet bevarede for eftertiden, og som kan have været hovedsagelig bestyrede af arabiske søfolk fra Det Røde Hav. Egypterne, som var de første til at starte handelen mellem middelhavsområdet og det indiske subkontinent, udviklede store skibe med overbygninger som kabiner på agterdækket for Indienfarten. Til trods for meget forudsigelige vindretninger over det åbne hav tog det lang tid at komme frem og tilbage.

### Middelhavet
Middelhavsområdet var kommet under herredømme af ét imperium styret fra Rom, og i tråd med dette var skibsbygningskunsten taget til nye højder med ny rigning, større deplacement og bedre økonomi for drift og bygning af skibe. Fra 100-tallet e.Kr. blev den rundbundede type meget større end tidligere som "kornskibe" mellem Alexandria i Egypten og Rom i Italien. Et kornskib var beskrevet af den græske forfatter Lukianos i Athen i 200-tallet som et heldækket og drægtigt skib med fire store lastrum med dybde på 13 meter i lastrummet. Dette skib som hed "Isis" var 55 meter langt og 13-16 meter bredt. Denne størrelse blev ikke overgået i Middelhavet i mere end et tusind år. Som et tiltag mod forrådnelse i vandet forårsaget af organismer i havet var blyklædning brugt på underskroget på romerske skibe.
I de første århundreder var det romerske rundskib meget stort på gennemsnitligt 30 meters længde og et deplacement på mellem 400 og 600 ton, men fra 200-tallet og fremover de næste århundreder blev handelsskibene mindre og mindre, som regel sjældent over 20 meters længde. For de større skibe var dobbelt lag af bordklædning og større brug af træ- og metalnagler på trætapper en nødvendighed for bedre sødygtighed. På de nyere mindre skibe skete der en teknologisk forvandling fra den etablerede byggeteknik til en ny byggeteknik, som efterhånden tog den indre afstivning i brug. Allerede i 100-tallet f.Kr. havde skibsbyggerne fæstet bordgangene til spanterne, en metode som oprindelige blot fæstede afstivningen med skallen. Denne dannede baggrund for udviklingen af den nye byggeteknik.

### Nordvesteuropa
Det romerske imperium havde også underlagt sig den vestlige Europa med nutidens Frankrig og De britiske øer. Der var en keltisk bådebygningstradition opstået i det første årtusinde f.Kr. adskilt fra andre byggekunster for både og skibe. Til forskel fra den romerske byggeteknik mindede den keltiske byggeteknikken om kravelbygningen.
I det første årtusinde f.Kr. var store indlandsfartøjer videreudviklede fra stokkebåden som var blevet delt i to og udvidet med tværspejler og langsgående planker. Til at begynde med var de keltiske både sammenføjede med syede planker med søm gennem huller fra ydersiden til listerne lagt ovenpå naterne på indersiden som fibertovene gik rundt og tilbage. Denne byggeteknik er også set i andre dele af verden, og er brugt på de bevarede Ferribybåde fundet ved Humber i England på vestkysten mod Nordsøen. Formodentlig er det en ældre bådebygningstradition, som var overtaget af kelterne, disse engelske Ferriby-både er daterede til 1.500 f.Kr. Næsten alle både og større skibe, som er fundet i Vesteuropa, var som en regel fladbundede med lille fribord mellem rælingen og vandet.
Den keltiske kravelbygning kom med det tidligste arkæologiske fund, Laibach-båden fra 700- til 400-tallet f.Kr. som fortsat havde syede planker med lister på nater, men store og massive blokke var sømmet til bundplankerne, derefter var knæer fæstede til sideplankerne på samme måde med trænagler og jernnagler. I det sidste århundrede f.Kr. var byggeteknikken med syede planker erstattet af brug af jernnagler som fæstede bundstokke eller blokke, som var blevet til spanter i L-form mod den ene skibsside. Bordgangene helt op til slaget var dermed sammenføjede med den indre afstivning således, at det ikke er en skalbyggeteknik, men heller ikke skeletbyggeteknik.
Denne enkelte byggeteknik kan kaldes "bottom first-metoden" og er udbredt over hele Europa helt til nu. Den blev også brugt på havgående fartøjer som Cæsar kom ud for under Gallerkrigen, og som blev beskrevet som meget robuste sejlskibe med et stort antal bundstokke. Et meget vigtigt fund i Blackfriars fra 130 e.Kr. af et skib på 18,3 meter længde beviste oplysninger, som Cæsar havde nedskrevet om venetiernes skibe. De var fladbundede med to sammenhængende kølplanker og op til 25 tværgående bundstokke, som spanterne går fra langs siderne.
I nordlige Europa havde store fartøjer allerede eksisteret i bronzealderen som beviste af et stort antal helleristninger i Skandinavien. Men det var først med fundet af Hjortspringbåden fra omkring år 350 f.Kr., at man fik nærmere kendskab til den skandinaviske byggeteknik. Båden er klinkbygget, det vil sige, at borderne overlapper hinanden langs kanterne som et meget typisk karaktertræk ved klinkbygning. Alle kendte klinkbyggede fartøjer uanset størrelse og funktion helt til nu er skalbyggede, først skulle skallen som består af bordgangene, kølen og lotter bygges, derefter bliver den indre afstivning, som af norske bådebyggere kaldes "indved", tilpasset skallen.
Klinkbygningens begyndelse som byggeteknik er ikke kendt, men det er antaget, at den kan være opstået allerede i bronzealderen frem til 500 f.Kr. Det tidligste bevis på en plankebåd i Norge er Haugvikbåden som er blevet dateret til mellem 840 og 420 f.Kr. Den indre afstivning som spanter lagt på indersiden, var surret fast med bordplankerne med søm ved hjælp af surringsklamper. Klamper som var udskårede på bordernes inderside, er en gammel opfindelse som dels har eksisteret i afsides liggende strøg til nyere tid. Hjortspringbåden var ikke klinket sammen som i senere tid, i stedet for er bordgangene syede sammen med lindebast. Det er kendt, at udseendet på Hjortspringbåden som set på helleristninger fra bronzealderen, var bevaret frem til begyndelsen på det første årtusinde e.Kr. Disse havde et par spidse stævne for og agter.
Nydamskibet som er dateret til omkring år 325 e.Kr., var en nyhed med et mere forstærket skrog som fortsat benyttede klamper for fæstning af spanterne, men bordgangene var klinkede sammen med nagler af jern slået ind fra ydersiden. Dette og andre fund af rester efter både og skibe, som aldrig havde sejl frem til 700-tallet, viser, at byggeteknikken hele tiden forbedrede sig med en række nyheder som efterhånden udviklede sig til vikingeskibet.
I England er et stort skibsfund blevet fundet ved Sutton Hoo i Suffolk. Dette skib på omkring 26 meter længde og en bredde på 4,3 m var et roskib uden mast fra omkring 625 e.Kr. med en lang svunget for- og agterstavne med tværspanter som ikke længere var fæstet med klamper, men beskåret for at fæstes med bordgangene.
Frem til 600-tallet havde alle klinkbyggede både og skibe en kølplanke eller udvendig køl, som ikke stakket dybt. I løbet af de sidste to århundreder før Vikingetiden havde skrogformen forandret sig som set på Kvalsundskibet fra ca. 690 e.Kr. med høje stævne, sideror og forstærket kølplanke som havde fået T-form, en nyhed som ikke var set i tidligere skibsfund. Kvalsundskibet er anset som et bevis på en overgangsperiode fra Nydamskibet som rofartøj til vikingeskibet som sejlskib.

### Vikingetiden
I slutningen på 700-tallet havde skandinaverne udviklet en universel skibstype, som er anset som et af de meste fremstående kombinationsfartøjer i skibsbygningshistorien for sejl og ro over åbne havstrækninger.
Vikingeskibet er oprindeligt udviklet fra rofartøjer, som aldrig havde benyttet sejl frem til 600- og 700-tallene, og med en skrogform, som ikke tillod brug af sejldrift. Men som set på Kvalsundskibet var en udvikling fra kølplanken til en faktisk køl startet sammen med et nyt styreror som fungerede som læbord eller sidesværd for at modvirke afdrift under sejlads. Tidligere havde man kendt til kølen i mange århundreder, men på vikingeskibet så man en meget markant køl med et undervandsskrog i V-form, som producerede overlegne sejlegenskaber med et råsejl sammen med en elastisk konstruktion, som var rejst oppe i højden med tværbjælker kaldet bidder hvor ældre skibe havde deres tofter. Bidderne sørgede for bedre tværskibs styrke sammen med træstykker kaldet knæe på oversiden mod skibssiderne.
Som et kombinationsskib skulle vikingeskibet blive et fænomenalt eksempel på en avanceret skibsbygningsteknologi, som gjorde, at vikingerne kunne beherske havene med stor hurtighed og sødygtighed, selv om deres skibe egentlige var store åbne både. Skibsbyggerne stoppede ikke med den første generation, som bestod af fællestyper for både handel og krig inkluderet skibstypen karv som Osebergskibet fra ca. 820 e.Kr. og Gokstadskibet fra ca. 890 e.Kr. tilhørte. Specialiserede skibstyper for bestemte formål blev udviklet ind i 900-tallet, i Danmark har man fundet Ladbyskibet dateret til begyndelsen af det 10. århundrede og vurderet som et langskib på 22 meters længde og 3 meters bredde. Specialiseringen af vikingeskibet førte til langskibet som hærskib for krig og knarren som handelsskib for mere fredeligere sysler.
Flere både- og skibstyper var opståede i århundrederne frem til ca. 1050, og en synlig tendens i skibsbygningen mod slutningen var, at skibene blev større. Fra Hedeby er en stor knarr fundet med en lasteevne på 60 ton fra ca. 1025, i Roskilde blev en stor skeide fundet i 1997, som er 36 meter langt, fra ca. 1025 til 1050. På handelsskibene og de større krigsskibe blev det lagt halvdæk eller et låg over det indre undervandsskrog, så at man fik et vejrdæk. I tråd med kravet om større lasteevne og større hærfølge blev den indre afstivning forstærket. I begyndelsen af 1100-tallet var skibe med større fribord udviklede. Der blev derefter rejst et sæt tværbjælker over bidderne.

### Efter år 1000
I landene omkring Middelhavet havde flere tusinde år gamle skalbygningstraditioner eksisteret frem til år 1000. Fra 200-tallet e.Kr. havde skibsbyggerne i Romerriget bygget mindre lastfartøjer som sjældent var mere end 20 meter lange, og i tråd med dette blev en skibsteknologisk forandring startet for udvikling af en ny byggeteknik. Tap og taphul-sammenføjningsteknikken med en robust bordlægning havde vist sig at være ressourcekrævende og arbejdsintensivt for skibsbyggerne i den turbulente tid som indtrådte med Romerrigets afslutning og begyndelsen af Middelalderen. Økonomiske faktorer tvang en ny byggeteknik frem med udgangspunkt i den indre afstivning som ved 100-tallet f.Kr. allerede var fæstet til bordgangene med jernnagler.
Et antal vragfund spredte over århundrederne fra 200-tallet til år 1025 e.Kr. viser hvordan, der blev færre trætapper med tiden og større brug af den indre afstivning som spanter, køl og dækbjælker. Afstanden mellem trætapperne blev større og større, og fra 600-tallet på Yassi Ada-vraget var der ikke længere brugt låste trætappe. I stedet for var mindre trætappe bare brugt for at sammensætte bordgangene, som blev fæstede til spanterne med nagler. Først var man begyndt med skalbygning, men fra slaget var det ren skeletbygning. Tantura A-vraget, som er blevet dateret til 500-tallet, er det første tidlige fund af et skibsvrag som ikke er bygget med tap og taphul i klædningen, men også det første bevis på en synlig udvikling mod den fuldendte kravelbygning. Det første skib, som er blevet betegnet som et "ægte" kravelbygget fartøj, er Serce Limani-vraget dateret til ca. 1025 e.Kr. med en konstruktion med bordene fæstede til spanterne med en form, som tidligere ikke var mulig med den ældre byggeteknik.
Nye skibstyper var gradvis opståede i middelhavsområdet som krigsskibet dromon fra 400-tallet, som skulle danne grundlag for den nye skibstype galej som store åredrevne krigsskibe med en skrogkonstruktion, som umiddelbart fik fordel af den nye byggeteknik. Disse krigsskibe skulle sjældent blive mere end 40 meter langt frem til slutningen på middelalderen, og som havde droppet vædderstævnen til fordel for et massivt bovspyd over vandlinjen. Det traditionelle rundskib drog også fordel af den nye byggeteknik med større drægtighed og lasteevne foruden den nye rigning med latinersejl. Fra Ludvig IXs tid er kongelige dokumenter om rundskibe betegnet som usciere (usciere kom af ordet ostium, som betyder dør) i 1268, bevaret til vor tid. Den større usciere beregnet på hestetransport var på 35,2 meters længde med en køllængde på 22,6 meter på 806 ton i deplacement med to lukkede dæk og et vejrdæk.
Fra de italienske byer, der i blandt Venezia, sejlede rundskibet ud over hele middelhavsområdet. Et vragfund i Contarina ved udmundingen af floden Po fra 1200-tallet viste hvordan, rundskibet var bygget, det var spidsgattet med flad bund midtskibs med køl og over 60 spanter på et 21 meter langt skrog. Det fandtes også meget større rundskibe som syv skibe, som den persiske historiefortæller Nasir i Khusrau overværede i Fustat i Egypten ved året 1046, han målte det ene skib til 150 ârech længde og 60 ârech bredde. Det betyder 60 meters længde og 24 meters bredde.
De kinesiske junker i Østasien efter år 1000 var fortsat skalbyggede, men Zhu Yu har i sin bog Pingzhou Table Talks fra året 1119 beskrevet de første junker med afdelinger med vandtætte skotter i konstruktionen. Den muslimske opdagelsesrejsende Ibn Battuta (1304–1377), som var i Kina i 1300-tallet, beskrev bygningen af junken med tværgående planker enten rejst over spanterne, eller som overtog spantets rolle som den indre afstivning i konstruktionen. Hans observationer er bekræftet af arkæologiske undersøgelser på flere skibsvrag som Quanzhou-skibet, dateret til ca. 1277 og Shinan-vraget fra ca. 1323.
Indførslen af skotter på et skalbygget fartøj som var først rejst fra bunden, gjorde det muligt at fæste bordgangene til det indre rammeværk. Penglai-vraget fra 1400-tallet er antagelig det første kinesisk byggede skib, som ikke er skalbygget med skotterne som bestemmende for formen på konstruktionen. Allerede fra ca. 1158 havde skibsbyggerne i Kina taget nyere hjælpemidler som "demonstrationsmodeller" i brug for at vise hvordan skibet skulle være, denne er en moderne metode for formgivning som normalt er brugt for kravelbygningen. Song-dynastiet fra 960 til 1279 e.Kr. var en af de betydeligste kulturperioder i kinesiske historie med et stort væld af vigtige opfindelser, og dette gjorde sig også gældende i den maritime historie med brug af skot som en ny metode for afstivning af skib og båd.
Flere traditioner blev også etablerede efter år 1000, som skulle fortsætte frem til det 20. århundrede i Østasien, der i blandt fuchuan-traditionen i det sydlige Kina med naturlige dybvandshavne og shachuan-traditionen i det nordlige Kina på det lavvandede Gule Hav med sandbanker. Junken fra det sydlige Kina fik skarp bov med V-form på deres undervandskrog, mens junken i nord ikke havde køl og var fladbundet. Den kinesiske køl på de ældre junker er ikke det samme som kølen i Europa. På et skib i Europa går kølen fra stævn til stævn, men på junken fra middelalderen var kølen nederste i halvdelen af skibslængden. Quanzhou-skibet er 24 meter langt, men kølen er 12,5 meter lang. På undervandskroget går to mellemstykker fra kølen agterud og forud til stævnene.
Vikingeskibet ved år 1100 var blevet erstattet af en række skibs- og bådetyper, som havde forskellige formål ved skibsbygning. For øget lasteevne og større hærfølge var man nødt til at forstørre den grundlæggende konstruktion, og en innovativ løsning er tværgående bjælker rejst over bidderne, som er let synlige med endestykker på ydersiden af skroget. Med denne tekniske løsning, som også har været set i middelhavsområdet i ældre tid, blev den elastiske konstruktion forbedret i møde med større deplacement og stresset i grov sø. Bussen, skuden og byrdingen er kendt for deres grove konstruktion med tværgående bjælker, som skulle blive udbredt til resten af Europa og andre skibstyper i løbet af middelalderen.
Kalmarbåden, et kystfartøj på 11,2 meters længde og 4,6 meters bredde var fundet i den tørlagte slotsfjord uden for Kalmar slot og er dateret til midten af 1200-tallet. Denne er det første eksempel på en ny bådtype, som har også blevet fundet andetsteds med de samme konstruktionstræk som høje sidebord, rundformet skrog og halvdæk forud og agter samt to tværbjælker over de tre midte bidder. Fra Bergen er et tværsnit af et meget stort skib, formodentlig en busse, et langskib med stor lasteevne, fundet. Bryggeskibet var 9 meter bredt og over 30 meter langt eller mere, dateret til slutningen af 1100-tallet, formodentlig ophugget ved 1248. Dette storskib havde to tværbjælker uden bidder, erstattet med kraftige spanter på bundsektionen. Fra sagnene er man kendt med at meget store krigsskibe med høje bord havde eksisteret under de norske borgerkrige i årene 1130 til 1240.
Flere afbildninger af klinkbyggede skibe er kendt fra perioden mellem år 1100 og begyndelsen af 1300-tallet. Sådanne skibe havde konstruktionsmæssigt slægtsskab med havskibet af type knarr med provisoriske stridsplatforme kaldet kasteller på for- og agterstævne. Nogen gange var endestykker efter tværgående bjælker synlige på skibssiden. Skibe fra England betegnes først som nef, derefter som barge, og skulle være en del af de engelske krigsflåder i middelalderen.

### Middelalderen
Fra begyndelsen af 1200-tallet skulle en ny skibstype betegnet som kogge overtage i mødet med de norrøne handelsskibe med væsentlige fordele. Koggen havde overlegen lastekapacitet som et drægtig skib med flad bund, vejrdæk over lastrummet og høje sidebord. Betegnelsen kogge betyder ikke en bestemt skibstype, og nyere arkæologisk fund har vist et mere nuanceret syn på den middelalderske skibsfart i Nordeuropa.
Den egentlige kogge har formodentlig sin oprindelse på de centraleuropæiske floder med den keltiske bådetradition baseret på "bottom first-metoden" med kravelbygget bund, spidse ender og spring. Allerede i vikingetiden havde de første havgående kogger sejlet fra de frisiske havnesteder til fjerne havne i Nordeuropa. De frisiske skibsbyggere spredte deres kundskab om bygningen til andre lande. Fra Bremen er et næsten intakt skib fundet, som ikke har blevet færdigt, dateret til ca. 1378-1380. Den havde fået køl med meget ranke sidebord uden en kravelbygget bund.
Skibsbyggerne havde taget i brug nyere værktøjer med savede planker i modsætning til de nordiske skibsbyggere, som fortsat huggede og beskar træet for bygningen. Som et resultat var det mulig at spare på træ og jern, dermed var det hurtigere og billigere at bygge en kogge frem for et norrønt skib. Dette fulgte til regionale variation i skibene byggede på forskellige steder som opdaget på skibsvragene, og en kontinuerlig fornyelse indenfor formgivning og konstruktion.
Koggen blev en stor succes som et handelsfartøj og et krigsskib med stor lasteevne og høje sidebord, udstyret med kasteller for krigsfolk. Koggen kom til Middelhavet ved år 1304, og sørgede for en skibsteknologisk revolution i løbet af 1300-tallet. Med koggen kom stævnroret, som havde erstattet sideroret i Nordeuropa siden 1170, til middelhavsområdet. Stævnroret blev fæstet til agterstævnen som en del af skroget. Skibsbyggerne erstattede de ældre rundskibe med en kravelbygget kogge kaldet cocha eller coca, som med sin skrogform kunne have bedre lasteevne og gode sejlegenskaber. Økonomiske faktorer som mindre byggeudgifter, mindre mandskabsudgifter og større potentialitet i lasteevne udkonkurrerede rundskibet til fordel for cochaen. Det nye handelsskib kunne have en mindre besætning med den nye rigning, det nordeuropæiske råsejl. For at kunne forbinde den gamle rigning med latinersejlet med den nye rigning fik cochaen en mesanmast for et latinersejl.
Cochaen repræsenterede et krydsningsresultat mellem den nordeuropæiske skibsbygning og den middelhavske skibsbygning, som i løbet af middelalderen kom i kontakt med hinanden. Efter, at den første cocha var søsat som et tomasters fartøj, skulle det danne grundlag for udviklingen af karakker fra rundt 1350. Karakken blev et tremasters fartøj med fokkemast, stormast og mesanmast omkring år 1410. Denne skibstype fik en robust konstruktion baseret på skeletbygningsteknik med gennemgående dæksbjælker og tykke barkholter, som skulle blive et almindeligt træk ved bordlægningen frem til 1600-tallet. Karakken sammen med en anden skibstype, som er blevet videreudviklet fra fiskerbåde til slanke og hurtigsejlende skibe, den kendte karavelle, kom til Nordeuropa, hvor de gjorde indtryk med deres størrelse og forskellige egenskaber samt en kapacitet for at have skibsartilleri om bord. Kravelbygningen begyndte at erstatte klinkbygningen i Nordeuropa fra midten af 1400-tallet med de første byggede kraveller i Holland ved året 1460.

### Skalbygning mod skeletbygning
To forskellige skibsbygningskunster for at bygge et skib eller båd i træ var opstået i middelalderens Europa.
Den europæiske skalbygningstradition, som kunne spores flere årtusinder tilbage i historien, består egentlig af forskellige skalbygningsteknikker inddelte i to hovedretninger: den sletbyggede skalkonstrutionen og den klinkbyggede skalkonstruktion. Skalbygningsmetode begynder altid med monteringen af køl og stævne på slippen, derefter bliver bordgangene lagt på for at danne en bordlægning, det vil sige en skal. Ved bygningen var der frem til moderne tid aldrig brugt tegninger eller maler for at udforme det planlagte skrog, enkelte redskaber for at kontrollere formgivningen og bygningstakten for hånd var brugt sammen med handlingsbåren kundskab, videreført fra fader til søn eller fra læremester til elev. Kundskab for skibs- og bådebyggeri føres videre gennem handling og erfaring i en håndværkstradition fra generation til generation i mange århundreder. Det færdige resultat afhang af skibsbyggerens kundskaber og erfaringer.
Skeletbygningsteknikken var fuldstændig udviklet allerede i 1000-tallet, da havde man taget skridtet fra handlingsbåren kundskab til kundskab om hvordan man konstruerer med bestemte måleenheder og hjælpemidler. Kravelbygningsteknikken kunne siges at være mere krævende for skibsbyggeren end med skalbygningsteknik efter som skibet måtte konstrueres i stedet for at være udviklet inden for en håndværkstradition, bygningen af et skeletbygget skib havde behov for hjælpemidler som linje- og konstruktionstegninger, halv- og helmodeller, langsentene og så mangt andet. Et skalbygget skib kunne udforme egen indre afstivning eller tilpasse skallen. Et skeletbygget skib måtte have spanterne rigtigt placeret i forhold til hinanden.
Brug af tegninger kom først i slutningen på 1500-tallet, indtil da havde praktikerne som skibsbyggerne også kaldes efter deres erhverv, brugt enkelte metoder som maler og langsenter. Allerede på et maleri fra 1300-tallet i Italien, som viser et skib under bygning, var rier eller lange planker strakt fra for til agter. De første kravelbyggede skibe, som kom til Nordeuropa, var byggede efter den iberiske tradition med to til tre faste spanter, et hækspant og senter. Dette hjælpemiddel er fortsat benyttet i moderne tid. Med senter kunne man "aflæse" de mellemliggende spanters form i forhold til de første rejste spanter.
Men det fandtes andre løsninger som den nederlandske klampbygning om hvordan at finde frem til formen på skroget. Fra Nederlandene var en ejendommelig byggemetode kommet til Nordeuropa i 1500-tallet som kaldes "at bygge på klamp". Skibet var skalbygget helt op til slaget, derefter var bundstokke og siden spanter tilpassede skalkonstruktionen. Fra slaget og opover var bordgangene fæstede til spanterne som på en skeletkonstruktion. Dette blandingsresultat mellem to ulige skibsbygningstraditioner er ikke enestående, frem til cirka 1850 i Skandinavien kunne skibsbyggeren bygge "efter bestik" med skroget bygget efter skalprincippet som halvkravel, over vandlinjen var resten af skroget planket op i kravel.
Det har længe været antaget, at det ikke var konstruktionsmæssige sæt at bygge storskibe med større dimensioner og deplacement med klinkbygning, men der havde været en overgangsperiode fra klinkbyggede skibe af en vis størrelse til kravelbyggede skibe beregnede på artillerikamp gennem det 15. århundrede. Flere skibsvrag, som er blevet fundet, modbeviste den almindelige tro på, at der ikke var meget store klinkbyggede skibe, og at klinkbygningen i møde med kravelbyggede skibe var blevet videreudviklet med større brug af den indre afstivning. Det meste kendte skibsvrag er det engelske krigsskib "Grace Dieu" søsat i året 1420 som det første og største af klinkbyggede storskibe byggede for den engelske krone frem til 1500-årene. "Grace Dieu" var oprindeligt 66,5 meter langt og 15,2 meter bredt med et deplacement på 2,750 ton, som kun adskilte sig fra sit kravelbyggede modstykke ved at være bygget i klink.
Den eventuelle formgivning af skroget og hvordan dette skib var konstrueret med tredobbelt hudplanker, som var klinket sammen med jernnagler og derefter fæstet til spanterne med store trænagler, kan ikke have været mulige med kendte traditioner indenfor klinkbygningen. En antydning kom i form af oplysninger i et brev om bestilling af et skib i Bayonne for den engelske konge Henrik V i 1419. Brevet indikerede en kombination af spantbygning taget fra kravelbygning og skalbygning fra klinkbygning for bygningen af skibet i Bayonne. Dette understøttes af kongelige dokumenter fra 1500-tallet om hvordan, tidlige klinkbyggede skibe betegnede som karakker var ombyggede til kravel.
Ombygningen af disse engelske storskibe skyldes en teknologiske revolution indenfor søkrig med større brug af tungere artilleri som kunne forårsage strukturelle skader på et fjendeskib i stedet for som hjælpemidler for at entre fjendeskibet med egne tropper. Først med opfindelsen af store åbninger på hoveddækket som desuden blev sænket nedover, som senere kunne lukkes med kanonporter, blev det muligt at have ægte skibsartilleri ombord på et krigsskib. Bare et skeletbygget skib kunne have et stort antal åbninger og samtidig være stærk nok, mens styrken for et klinkbygget skib lå i den intakte skal.
Indførslen af skibsartilleri og udbredelsen af den nye byggeteknik til Nordeuropa førte til en opgivelse af klinkbygning for statsorganiserede skibsbygning og senere handelsmotiverede skibsbygning fra cirka 1460 langt ind i det næste århundrede. Et indirekte resultat af overgangsperioden var skibstypen holk og andre større skibstypers overgang til kravel mod slutningen af 1500-tallet.

### 1500-tallet
Europæerne ved slutningen af 1400-tallet havde taget den skibsteknologiske ledelse i verden med skeletbygning og avanceret rigning tilpasset skiftende vindretninger for færdsel på åbent hav. Christopher Columbus skulle opdagede et nyt kontinent vestover i 1492, mens Vasco da Gama nåede Indien efter en sørejse rundt om Afrika i 1498. Der efter skulle de europæiske sejlskibe dominere verdenshavene i mange århundreder uden at støde på lokale udviklede skibsbygningskunster, som kunne udfordre deres skibsteknologiske ledelse. Kun kineserne havde udviklet deres egne traditioner for skeletbygning for deres junker med et indre rammeværk, som fungerede som tværskibsskotter.
I Den Persiske Bugt, Det indiske Ocean og i Det Røde Hav eksisterer en arabisk skibsbygningskunst, som benytter syede fæster i skrogkonstruktionen på deres fartøjer, inkluderet den kendte skibstype dhowen. Det var først i det 20. århundrede, at der indtraf en overgang fra syede planker med søm til nagler for at fæste bordgangene med spanterne. Den ældre dhow var skalbygget, som først var bygget med køl og stævne før der blev pålagt bord, som ikke bare var syede sammen, men også fæstede med nedvendte trænagler slået på skrå fra det øverste bordet til det nederste. Marco Polo ved 1270-erne, som synes at det var "ingen liden fare at sejle med disse skibe", efterlod sig sine observationer af den arabiske skibsbygningskunst med syede planker og trænagler ("artenon") i hans beretning Il Millione. Det har senere helt frem til moderne tid vært muligt at bekræfte hans oplysninger.
Denne er en del af flere skibsbygningstraditioner i landene omkring Det indiske Ocean med syede eller surrede planker med søm som sammenføjningsmetode på båd og skib, som havde eksisteret frem til 1900-tallet i Oman og Yemen før nyere bygningsteknik taget fra kravelbygning overtog i tråd med indførelsen af motordrift. Nyere dhower bygges på samme måde som den hollandske klampbygning med bunden op til slaget konstrueret som et skal, før spanterne bliver tilpassede. Jernnagler var ikke benyttede, fordi færdigsresultatet med syede planker var stor styrke og elasticitet på dhowene gennem mange århundreder på åbent hav.
På det indiske subkontinent havde der været meget større variation i skib- og bådetraditioner med forskellige bygningsteknikker, delvis på grund af varierede landskabsformer. Fra gammel tid havde indiske skibsbyggere benyttet syede fæster som sammenføjning på deres fartøjer, den bedste kandidat for denne bådetradition er den sydindiske masulaen med tværbjælker i ripebordet og flere lister i naterne mellem hudplankerne, som sømmen fæstes til fra begge sider.
I det østlige Indien mod Bengalbugten er der en meget enestående skibsbygningskunst med "omvendt klinkbygning", overlappende hudplanker med endestykkerne på indersiden i stedet for på ydersiden som ved europæisk klinkbygning. Det er forskellige metoder til at sammenføje borderne. Der er endog fundet bevis på ægte klinkbygning på øvre Ganges i Indien og Bangladesh.
Øst for Det indiske Ocean ligger Sydøstasien med enorme kyststrækninger mellem det kinesiske land i nordøst og det indiske subkontinent i vest og flere arkipeler som sluttede mod Stillehavet langt mod øst. En fælles bådebygningstradition over hele regionen i de sidste 2000 år har eksisteret helt frem til nutiden, for foruden brug af søm syede man med eller surrede med gennem borede huller i plankerne er principper for tapsammenføjning taget i brug. Som en skalkonstruktion med slette bordlægning er sømmen på de mange forskellige skibs- og bådetyper brugt som forstærkende element ved siden af tap og taphul. På den nederste bordgang blev der udboret et taphul, derefter blev tappen, som har form som en trænagle med buttet ende, sat ind. Topstykket gik ind i taphullet på den øverste bordgang. Dermed bliver bordklædningen på skroget helt slet.
Denne byggeteknik var nået til Maldiverne, hvor disse velkendte elegante både dhonier er skalbyggede med taphul og tap i form af trænagler. Denne byggeteknik blev først beskrevet af den kinesiske Ma Huan i 1413 og 1421, Ibn Battuta som havde været i Maldiverne i 1343 og 1346, beskrev brug af syede planker med kokosbast. I Filippinerne er ni bådevrag fundet i Butuan, Mindanao, med synlige klamper på indersiden af bordgangene med åbninger for søm i opgående retning. Byggeteknikken med klamper og tap er kendt fra Malaysia og ud til Salomonøerne i det vestlige Stillehav. Det havde også fungeret som indre afstivning med bøjelige spanter fra ripe til ripe i senere tid, på nogen af nutidens bådetyper bliver både søm og låste tapper overflødig med en sådan elastisk spantekonstruktion.
I senere tid blev tap og taphul-byggeteknikken forbedret med "låste trætapper" med trænagler slået ind fra ydersiden. Det er ikke helt det samme som den antikke tapsammenføjning i middelhavsområdet, men principperne er de samme. Tappen blev gennemboret på begge endestykker på hver side af naten mellem plankerne for at indsætte mindre trænagler. Under påvirkning fra Kina havde skibsbyggerne i ældre tid påførte ekstra hud ovenpå bordklædningen op til to-tre gange mere end på junkerne, med et mulig forbillede i de romerske kornskibe fra antikken.
Den koreanske halvø med tidevandsforhold, skærgårdslandskaber og oprevne kyststrækninger forudsatte robuste konstruktioner på havgående fartøjer, som skulle sejle under sådanne forhold. Den koreanske krigsskibstype geobukseon i brug fra begyndelsen af 1400-tallet til 1800-tallet har en robust og grov tilvirket konstruktion med udgangspunktet i en flåde, som fremdeles kan ses i bundsektionen. Det var også andre typer som kwason, et åredrevet galejfartøj for at vædde andre fartøjer og panokseon, et krigsskib med en overbygning delt i to dæk og et stridsplatform som en tårn.
For at sammenfæste bundplankerne, som også fungerede som bundstokke, blev der stukket ind tværgående og langstrakte trætappe fra ydersiden til den anden side som konstateret på Wando-skibet, et skibsvrag. Fra bunden er bordgangene en slags form for "rabbede klinkbygning" med trappetrin som på klinkbyggede skibe, men ikke med overlappende bord. Som set på kinesiske junker med rabbede bordgange var plankerne lagt kant mod kant, men i form som trappetrin i stedet for en slet overflade. I stedet for jernnagler eller søm tog de koreanske skibsbyggere trætapper i en tapsammenføjning i brug. Der blev indslået langstrakte, men flade trætapper fra øverst ned i underste bordgang.
Efter, at bordgangene var fæstet sammen, blev der indsat tværbjælker med synlige endestykker på ydersiden af skroget som på norrøne skibe fra Middelalderen, men for hver eneste bordgang fra bund til top. Dette gjorde det muligt at have tværskibsskotter. De fleste skibe byggede i Korea af træ havde plankerne som gik fra tværspejl til tværspejl på for- og agterstævne. Men Wando-skibet beviste, at det var muligt at sammenføje plankerne i længderetningen. Under Imjinkrigen 1592-1598 mod Japan var de koreanske krigsskibe trods en enkel konstruktion meget robuste og slagkraftige i kamp med de japanske krigsskibe.

### 1600- og 1700-tallet
Da hoveddæk (efterhånden kaldet "kanon- eller batteridæk") blev forstærket, blev indførsel af tungere skibsartilleri mulig. Krigsskibe blev byggede i henhold til hvilke type af opgaver, de var tiltænkt. De spanske galeoner, til forskel fra deres engelske modstykker i 1588, var tiltænkt opgaver for det spanske imperium med lastekapacitet, artilleri som kunne bruges på land og større marineafdeling ombord. Skibsbyggerne måtte også tage specielle hensyn til de topografiske betingelser ved deres lands kyst og farvande, som den lavvandede Nordsø uden for Nederlandene og dybden på renderne i Øresund i Danmark-Norge. Senere skulle operationelle og økonomiske hensyn samt doktriner om søstrid og sømagt i praksis bestemme formgivningen, konstruktionen og udrustningen af både krigsskibe og handelsskibe.
Ved begyndelsen af 1600-tallet var to dominerende retninger indenfor kravelbygningen opstået i de to ledende sømagter, den engelske stil med et afrundet tværsnit med større dybgang og største bredde over vandlinjen, og den hollandske stil med et rektangulært tværsnit med næsten flad bund og største bredde i vandlinjen. Et træk ved den hollandske metode var de byggede spanter som et svar på problemet med at skaffe sig krumvokset tømmer. Det enkelte spant måtte have krumvokset tømmer af store dimensioner. Englænderne havde allerede i 1585 lært sig "whole moulding"-metoden med cirkelslag med varierende radius for deres spanter. I den første halvdel af 1600-tallet var de nederlandske skibe ledende inden for krig og handel, der i blandt kunne et hollandsk handelsskib fragte mere for mindre udgifter end et engelsk handelsskib. Det dansk-norske skibsbygningsmiljø med sit kraftcenter i København som lå strategisk ved Øresund, skulle komme under stærk indflydelse med overførte håndværkstraditioner fra Nederlandene og Skotland helt siden orlogskibsbyggeriet startede i 1509.
Nederlændingene, som udkonkurrerede de tyske købmænd (fra Hansaforbundet) i handelen relateret til Norge og Østersøen, havde ikke bare indført nye teknikker indenfor skibsbygning, men også forårsaget ændringer mellem sømagter i Nordeuropa om kontrol over den indbringende handelsvirksomhed i Østersøen. Orlogskibsbyggeriet voksede mellem Danmark-Norge og Sverige, allerede ved år 1564 havde svenskerne bygget og søsat ""Makaløs" som en af de første kendte "tredækkere" med tre kanondæk med 173 skyts på et skib som er sagt at have et deplacement på 1800 ton. Men flertallet af krigsskibene frem til Christian 4.s regeringstid var væbnede handelsskib som blev trukket ind i krigsflåderne om behovet meldte sig. I 1557 ifølge den portugisiske skibskonstruktør Fernando Oliveira var det ikke længere muligt at skille skibstyperne nao, karakker og holker fra hinanden efter at være smeltet ind i hinanden med mindre regionale forskelle over hele Europa. Den smidige skibstype karavelle, som havde været en stor succes i Nordeuropa, blev erstattet af den alsidige og meget nyttelige skibstype gallion, som har et forhold på 1:4 i bredde mod længde.
Det svenske krigsskib Vasa, som var bygget efter den hollandske stil af nederlandske skibsbyggerne i 1628 før. at det sank under jomfrurejsen, er det eneste intakte skib fra 1600-tallet, som er blevet fundet og hævet i Stockholm i 1960-erne. Det var et rendyrket krigsskib med kraftige bestykning i to lukket kanondæk og et vejrdæk, men det var for smalt og oprindeligt ment som et skib med et kanondæk, dermed blev det for rankt og krængede ned i vandet under vindpresset. Men ideen om kraftig bestykning på en robust konstruktion, som svenskerne havde taget til sig, var allerede udbredt ved året 1628. "Tre Kroner" søsat i 1604 i Danmark og "Prince Royal" i 1610 i England var begge mægtige tredækkere med en bestykning, som skulle blive større i senere tid. Frem mod 1648 byggede den dansk-norske konge nye krigsskibe med kraftig bestykning og robust konstruktion. Det hændte også i andre lande, og ved midten af 1600-tallet var en ny generation af krigsskibe som rene artilleriplatforme eller artilleriskibe opstået. To engelske officerer skulle skabe en stridsteknik med maksimal udnyttelse af artilleri i linjeformation efter hinandens kølvand.
Linjetaktikken rangerede krigsskibene efter ildkraft og styrke, dermed standardiserede skibsbygning af krigsskibene efter rang. Linjeskibenes opgave, var "strid i formation", mens mindre fartøjer som fregatter skulle være patruljefartøjer med rekognoscering som deres opgave. De stærkeste krigsskibe kunne have over 100 kanoner i tre kanondæk, men dypgangen vil være stor i forhold til de nordeuropæiske farvande i de danske stræder og Østersøen.
I den dansk-norske orlogsflåde og den svenske krigsflåde mod slutningen af 1600-tallet var udenlandske mestre en nødvendighed for at have adgang til opdaterede kundskaber om både konstruktion og byggemetode. Allerede efter cirka 1660 gik svenskerne over til den engelske stil med bedre egenskaber for sejlads og bedre konstruktion i møde med den hollandske stil som set under den skånske krig 1675-1679. Under søslagene var de nyere svenske krigsskibe hurtigere og bedre konstruerede end de danske, som havde dårligere sejlegenskaber og var svagere byggede, et problem var for mange skyts i forhold til størrelsen på skibet. Danskerne vandt søkrigen takket være sit overlegne sømandskab og ledelse repræsenteret af Niels Juel. I forbindelse med overgangen til den engelske metode om hvordan bygge orlogskibe, skete en nystrukturering af skibsbygningsvirksomheden for at fostre indfødte mestre og kompetence på vegne af admiralitetet som udarbejdede deres instrukser om hvordan skibet skulle være. I Norge havde norske skibsbyggere i slutningen på det syttende århundrede bygget de fleste kravelbyggede skibe og fartøjer.
De fleste sømagter efter 1600-tallet også gjorde det samme som Danmark-Norge og udviklede deres egen ekspertise på orlogskibsbygningen. I anden halvdel af 1600-tallet var tre forskellige metoder for formgivning af orlogsskibet opstået, den engelske metode, den hollandske metode og senere, den franske metode. Franske skibsbygning udviklede sig hurtigt til verdens fremmeste ( frem til slutningen af 1700-tallet ) med bedre sejlegenskaber, større stabilisering som artilleriplatforme og bedre konstruktion.
Skibsbygningskunsten gik over i videnskabelig retning efterhånden, som konstruktionerne blev mere komplekse, for ikke blot måtte skibsbyggerne konstruere deres større skibe med linje- og konstruktionstegninger samt modeller, dokumentation på vegne af bygherrerne opstod som en bureaukratisk forordning. Efter cirka 1660 var det blevet almindeligt at lave troværdige skalamodeller af det aktuelle skib for, at admiralitetet, som havde sendt instrukserne til bygmesteren, skulle godkende udkastet. Kravelbygningen var indtil videre afhængig af skibsbyggerens evne og erfaring, når det gjaldt dimensionering, optømring og facon. Fra begyndelsen af 1700-tallet i forbindelse med orlogsskibsbygningens bureaukratisering overtog uddannede skibskonstruktører med uddannelse i skibsbygningsteori. Den første skibskonstruktør, som kunne defineres som faglige leder for skibsbygning i København, er Ole Judichær (1661–1729). I 33 år konstruerede Judichær 11 linjeskibe og 2 fregatter på videnskabelig og teoretisk grundlag frem til 1727.
Standardisering af krigsskibene efter rang førte hurtigt til serieproduktion af bestemte skibsdesign som set i Frankrig og Storbritannien, som flere gange kom i søkrig indbyrdes. To byggemestre og skibskonstruktører, den britiske Thomas Slade (1703/4-1771) og den franske Jacques-Noel Sané (1740–1831) skulle sætte deres præg på skibsbygningen frem til 1810-erne som de fremmeste af en ny generation skibsbyggere, som den svenske Fredrik Henrik af Chapman (1721–1808) og den dansk-norske Frantz Christopher Henrich Hohlenberg (1765–1804). Disse skibsbyggere åbnede for skibsteoretiske forskning og videnskabelige udredninger. Men andre steder end orlogsskibsbyggeriet var det først i tiden 1800-1850, at skibsbygning skulle tage skridtet fra håndværk til fag i civil fartøjsbygning.

### Træfartøjets opbygning
Træbådene og træskibenes anatomi består hovedsagelig af en fælles struktur, forskellene lå i størrelsen på materialet for både- og skibsbyggeri samt i senere større træfartøjers ulige form for forstærkninger som beslag af jern.
De første kendte skibe i verden var byggede efter den verdensudbredte skalmetode med forskellige sammenføjningsmetoder som tap og taphul, syede planker eller sammensurrede planker, træ- eller metalbrikker kaldet "kramper", klosser kaldet "klamper", søm eller jernnagler i rabbede planker og sidst overlappende bordgange klinkede sammen med nagler af træ, jern og kobber. Fartøjets skal eller hud bygges som den primære konstruktion før "indved" i form af forstærkninger og afstivninger sættes på plads. Den middelhavske skeletmetode for både- og skibsbygning var udviklet over flere århundreder med perioden fra 600- til 1000-tallet som den vigtigste. Skrogets skelet eller indre afstivning – spanter, køl og stævne – byggedes først. Et system af spanter opstod for at finde frem til den rette form på skroget, og rette emner var blevet mulig at bruge under bygningen. Et større træfartøj som et krigsskib eller et stort handelsskib havde en dobbelt bordlægning, det vil sige begge sider af spantekonstruktionen, både indvendige og udvendige, med tæt bordklædning. Spanterne på et kravelbygget fartøy var tættere placerede i forhold til hinanden samt af grov dimension. For bygningen af bare ét linjeskib (dansk-norske "Holsten", søsat i 1772) fra 1700-tallet blev 2.000 store egetræer hugget ned og brugt til ulige emner.
Skalbyggede fartøjer i lighed med klinkbyggede både er afhængige af stor tilgang på krumvoksede emner, hvilken skulle blive mindre og mindre med tiden. Knaphed på godt træ havde sine virkninger også i den norske bådebygningskunst i 1800-tallet med en overgang til mindre og rette emner af savet tømmer. I det samme tidsrum oplevede også skibsbyggerne knaphed på godt træ for deres emner, og skulle som en konsekvens gå over til alternative løsninger med mindre forbrug af materiale. Krumvoksede træer var ekstra værdifulde eftersom disse har en indre styrke, som kom til nytte for konstruktionens vitale emner som spanter, lasker, knæer og andre forstærkninger. Oprindelig huggede man til med økse, af et træ fik man to bord eller planker efter stammen var kløvet på langs og formet. Denne byggemetode for klinkbygning vedvarede frem til moderne tid med regionale variationer. Bunden af båden eller skibet er vigtig at udforme for at opnå en form som kan "sluge" og siden "slippe" søen for at kunne glide let i søen. De nederste bord mod stævnene blev derfor bearbejdede med økse og fik betegnelsen "halser" i norsk bådebyggeri.
Skibsbyggerne i lighed med bådebyggerne var også optagne af fartøjets egenskaber i søen for, at det ikke skulle glide eller drage den med sig, og meget af det skibsteoretiske arbejde frem til 1850-erne indenfor orlogskibsbyggeriet var koncentreret om hvordan, man kunne finde frem til den rette formgivning for undervandskroget. Det måtte ikke bare kunne sejle, tåle påvirkninger i søen ved kølsprængning og glide let med mindst mulig vandmodstand, det måtte også rulle mindre i mødet med bølgerne. Både for et artilleriskibe og et lasteskibe var stabilitet under drift til søs vigtig. Det sidste sejlførende tredækkede linjeskib i Royal Navy, HMS "Queen" søsat i 1839, var meget hurtigt til trods for størrelsen og en bestykning på 112 kanoner med stort fribord til kanonportene på nederste batteridæk. Men det var ikke godt som artilleriplatform, fordi det rullede for meget.

## Skibsbyggerne
Flertallet af både- og skibsbyggerne frem til begyndelsen af 1800-tallet som en regel var håndværkere som måtte have assistance fra andre håndværkere indenfor bestemte sysler for skovbrug og skibsbygning.
Indgående kendskab til træsorternes forskellige egenskaber og hvordan, man skulle udnytte dem til bestemte formål, har altid været essentielt for udvælgelse af træ som eg, fyr, birk, ask, pil og lind (gran blev ikke brugt før 1800-tallet). Bådebyggerne kunne selv hente materialerne i skoven, men i forbindelse med skibsbygning måtte gode emner hentes og bearbejdes af specialister. Allerede i vikingetiden og middelalderen foregik hugning og bearbejdning af tømmer i skovene til skibsbygning enten i hjemlige værfter eller for eksport til andre lande fra Norge. En skibstømmermand valgte de mest hensigtsmæssige emner sammen med bygmesteren, som bestemte hvordan, træet skulle behandles. Tømmeret blev fragtet til byggepladsen for at blive fugtet i søen (for at udvaske safterne i træet) og derefter tørret på bakken (for at tørre og krympe træet) før bearbejdningen ind i bestemte byggeemner kunne starte. Det var ikke ualmindeligt at lade skibstømmeret tørre i flere år under tilsyn, og bygningen af orlogsskibe blev i enkelte tilfælde udsat i flere årtier. Dermed blev skibstømmeret langt mere holdbart. Ovntørring (kunstig tørring) tog over fra traditionel lufttørring. Materialerne blev savet og hugget til (med bile og økse), og ild blev benyttet til at bøje plankerne (mellem et ildsted og vand, som blev hældt på fra oven).
Ankersmede, sømsmeder og finsmede blev samlede på byggepladsen ved smedjen for at lave fæste, hjælpeudstyr og beslag af jern og senere stål som kobber og bronze. Smeden lagde en meget stor variation af fæstemidler over hele verden af nagler, bolte, søm og skruer for ulige traditioner og ulige brugsområder. Sømsmeden lavede så mange forskellige sømtyper, at brug af maskiner for at slå emnet til et søm, kom allerede i 1600-tallet. Ved det svenske marineværft i Karlskrona i 1861 var det mindst 15 sømtyper. I 1800-tallet kom de første maskiner, som klippede søm ud af plader, og senere søm ud af tynde ståltråde. Det norske skibssøm er en egen sømtype, som er blevet betegnet som "furuspik" (oversat: fyrresøm) i Sverige og "norske søm" i Danmark for meget forskellige både- og skibstraditioner.
Rebslagerne på byggestedet lavede alt tovværket for det tiltænkte fartøjs rigning i langstrakte bygninger kaldet reberbaner. Der blev kilometer på kilometer med tov, trosser og reb til for at rejse rigningen på sejlbåden eller skibet, som skal have sejldrift frem til midten af 1800-tallet. Sejlmagerne syede sejl og presenninger sammen af forskellige materialer over hele verden, som kunne skæres og sættes sammen, som tøj, dug og andet. Sejlet måtte have høj strække- og krympemodstand, formbestandighed og tæthed. Sejlmagerne var dermed meget vigtige for sejlskibets effektivitet før maskinernes tidsalder. For at benytte tovværket for effektiv kontrol over sejlene, blev taljerne formede og sat sammen af blokmagerne, dermed skabt et redskab til rigning. Så blev masterne konstruerede. Den enkelte mast, oprindelig er ikke andet end en stolpe, men for større sejlskibe måtte masten sættes sammen af dele fra flere enkelttræer, som blev holdt sammen med masteringe af jern. Den kendte skibstype klipper havde op til fire mastesektioner i stormasten før jern og stål overtog.
Den ansvarlige skibsbyggemester sammen med underbygmestere og lærlinge måtte føre tilsyn over alt dette arbejde på skibsbyggeriet, men når skroget skulle sættes sammen var kundskab, byggeregler og bestemte traditioner indenfor skrogform og konstruktion vigtig. Der er meget forskellige byggemåder gennem tiderne fra sted til sted med traditioner, som stadig forandrede sig, og det er dermed et væld af konstruktionstræk. De norske bådebyggere indenfor kravelbygning havde forskellige og ulige køltyper som de fire grundlæggende eksempler: køl med faskant, køl med fast kam, køl med påboltet kølkam og køl med fals. Køl med fast kam (kølkammen) ser ud til at have været almindelig på Østlandet i Norge.
I moderne tid fra begyndelsen på det 19. århundrede skulle fagfolk overtage med deres ekspertise på teknologi, specielt en faggruppe som nedstammede fra smedene. Skibsingeniørerne, som specialiserede sig i udvikling og benyttelse af maritimt maskineri både for skibsbygningen og drift af skibene, skulle få en vigtig rolle for skibsbygmesteren, som var blevet en skibskonstruktør med tilgængelighed til nye hjælpemidler og materialer. Brug af dampdrift på sejlskibene i den første halvdel af 1800-tallet var en stor udfordring for de mange skibsbyggere, som eksperimenterede indtil, at de rette løsninger var fundet. Den svensk-amerikanske John Ericsson var med til at gøre skruepropellen praktisk fra 1836 for en overgang til dampdrift. Ny teknologi førte til nye faggrupper som maskinister, elektrikere og andre for skibsbygning og drift ind i 1900-tallet.

### Træ eller stål
Frem til 1850-erne havde træet domineret flere tusinde år gamle skibsbygningstraditioner over hele verden, men knaphed på træ var opstået flere gange gennem historien. Arkæologiske undersøgelser af skibsvragene fra perioden 200-tallet til 1000-tallet e.Kr. indikerer mangel på gode træemner og større brug af groft skibstømmer, som ikke var meget bearbejdet. Forbruget var stort i lang tid, så meget at kongelige forordninger for deres egne orlogsskibsbygning blev indført i de fleste lande allerede fra 1500-tallet. Reguleringer af trælasteksporten med hugst- og eksportforbud kom allerede i senmiddelalderen, og senere blev det forbudt at hugge egetømmer i Norge, det skulle forbeholdes kongens skibe. Et påbud fra 1585 gjorde det klart, at al civil fartøjsbygning skulle derefter ske med fyrretømmer. Men hele landet mærkede knaphed på skov fra 1700-tallet, og dette tvang de norske bådebyggere over til brug af savede bord for mindre materialeforbrug og mindre træemner. Store og gamle træer var blevet en mangelvare også for orlogsskibsbygningen.
Gennem 1700-tallet skulle skibsbyggerne mærke problemet med knaphed på godt skibstømmer, udnyttelsesgraden af allerede reserverede "flådeskove" i Danmark-Norge var vokset til 50 %, alene i 1779 blev der bygget 60 skibe på værfterne i København. Det blev vanskeligere at skaffe tømmer i passende dimensioner og form. De større konstruktioner i skibskonstruktionen som spanter skulle i større grad bestå af sammensatte byggeemner, det var blevet almindeligt at bolte sammen seks-syv byggeemner for at få et spant. Krumvokset tømmer var blevet så sjældent, at egetræer blev udsat for kunstige indgreb i opvækstfasen. For at bøde på dette blev der i større grad benyttet beslag af jern på kritiske vigtige dele af skibskonstruktionen.
I den anden halvdel af 1700-tallet gjorde de britiske skibsbyggere orlogsskibene meget stærkere med en skrogsdesign med kraftige barkholter og indre forstærkninger (diagonaler) langs skibssiderne kaldet "riders". Det britiske krigsskibs udholdenhedsevne under Napoleonskrigene gjorde en søblokade i hele året mulig. Men dette gjorde skibene meget mere udsatte for kølsprængning end normalt med så langvarige togter gennem hele året til søs. Skibskonstruktøren Gabriel Snodgrass, som havde ansvaret for reparationer, kom ofte ud for dette problem, som en midlertidig løsning blev diagonaler af træ erstattet med nye af jern.
En meget radikal forandring på skibskonstruktionen kom i 1815 med skibskonstruktøren Robert Seppings (1767–1840), da 74-kanoners "Malabar" blev søsat. Seppings-systemet gik ud på at erstatte diagonalerne med tværgående planker samt diagonale striber af jern, og alle traditionelle spanter erstattede med et bjælkesystem lagt på indersiden af bordlægningen. Dette X-formede bjælkesystem, som krydsede hverandre mellem stævnene, gjorde det muligt at have en meget stærkere skeletkonstruktion, som tillod større dimensioner og deplacementer på nybyggede skibe. Seppings erstattet knæer og forstærkninger af træ med nye af jern, men det var først i 1830-erne, at hans bjælkesystem blev omgjort til spanter og indved af jern. Seppings havde indført det først på fregatterne, senere skulle hans efterfølger John Edye introducere det i linjeskibene. I de sidste 30 år frem til begyndelsen af 1860-erne skulle fregatten og linjeskibet blive meget store krigsskibe i de fleste mariner verden rundt, men grænsen for træbyggede fartøjer med hensyn til størrelse og deplacement var snart nået.
Skrog opbyggede af jern og træ, senere stål og jern, blev taget i brug som en overgangstype fra skibe af træ til skibe af stål, disse skibe er betegnede som kompositskibe med den indre afstivning af jern/stål og hud af træ. Tværgående spanter og diagonale forstærkninger blev fortsat brugt på civile sejlskibe som de berømte klippere, som mod slutningen af 1800-tallet fik et metalskrog af stål med meget større styrke og smidighed i bytte mod mindre totalvægt i forhold til størrelse og lastekapacitet.
Allerede før 1789 var de første fartøjer med skrog af jern blevet bygget, men det var problemer med at bruge metalskrog af jern som påvirkede fx kompasset, så det var ikke førend i 1822, at det første skib bygget i jern, "Aaron Manby", sejlede ud på havet mellem Thames i England og Paris i Frankrig. Det var først fra 1839, at der kom et gennembrud for jernskibene efter bygningen af "Great Britain", et passagerskib konstrueret af skibsingeniøren Isambard Kingdom Brunel med propel og dampmaskiner med fire cylindre. Efter, at "Great Britain" havde krydset Atlanterhavet i 1845, skulle flere skibsbyggere gå over til metalskrog. I civil fartøjsbygning blev jernskibene byggede på samme måde som træskibe. Først var det jernplader på jernrammer, men senere blev jernpladerne naglet fast i overlappende bordlægning.
De første jernskibe var byggede med smedejernsplader, som ikke klarede sig godt under strid. De første skibe med panserplader var træskibe med to centimeter tykke jernplader i 1855 under Krimkrigen. Det første jernskib med panserplader var bredsides panserskibet "Warrior" søsat i 1860.
Almindeligt stål var for sprødt på denne tid, så der blev taget mildt stål i brug. Det første havgående stålskib var "Rotomahama" fra 1879. Ikke længe efter blev de første valsede stålplader producerede for skibsbygning. Norsk træskibsbygning havde lange traditioner, men i sidste halvdel af 1800-tallet begyndte norske skibsbyggere at anlægge jern- og stålskibsværfter langs den norske kyst. Indførelsen af dampmaskiner på træskibe havde ført til problemer med vibrationer således, at al bygning på dampskibe skulle gøres i jern og stål.

## Moderne skibsbygning
De første skibe med metalskrog af jern var klinket sammen af såkaldte klinkerlager som fæstede hudpladerne til den indre afstivning med glødende nagler med deres klinkemaskiner og siden hamrede topstykket fladt. Denne sammenføjningsmetode med overlappende jern- og stålplader med denne teknik kaldet klink-nagling var ikke blot benyttet indenfor skibsbygningen, det var blevet almindeligere at konstruere store konstruktioner af jern og stål frem til midten af det 20. århundrede. I-formede bjælker af jern og derefter stål var klinkede sammen med denne teknik i alle større byggeprojekter fx skyskrabere. Stålskelettet i den verdensberømte Empire State Building i New York var klinket sammen. For et skib under bygning blev der brugt plader af forskellige materialer fra smedejern til valset stål, alle skibene som var byggede med denne skibsbygningsteknik, kan betegnes som "klinkede jern- og stålskibe".
Passagerskibet RMS Titanic søsat i 1912 var klinket sammen med over tre millioner nagler på 3000 stålplader fæstet til rammeværket som bestod af vertikale dækker, massive spanter og horisontale skotter. Det var overlappende hudplader på stålskibet som på det klinkbyggede vikingeskib, men arrangerede i bestemte pladeganger langskibs fra hæk til køl. Den nederste pladegang fra bundsektionen overlappede den næste pladegang, som selv var overlappet af den næste pladegang. Ikke alle metalskrog havde samme design på deres pladegange.
Den engelske ingeniør Brunel tog afstand fra traditionerne indenfor skibsbygningen med sin baggrund som civilingeniør indenfor jernbane med konstruktioner af jern som broer. Sammen med John Scott Russell byggede Brunel "det første moderne skib", passagerskibet "Great Britain" med jernskrog og skruepropel i 1843, senere det store SS Great Eastern som var verdens største skib ved søsætningen i 1859 med en længde på 211 meter og målte 18.915 ton. Dette skib var næsten seks gange større end det største skib, som var bygget indtil da. Skibet fik dobbeltbund og både skovlhjul og skruepropel. Ingeniøren William Fairbairn hævdede, at et fartøjsskrog i søgang kunne ligestilles med en "tubular bridge", en metalbro med rektangulær boksform.
Storbritannien med sine engelske og skotske skibsværfter var den ledende i udviklingen af jern- og stålfartøjer. Kort afstand til de engelske og skotske kulminer var vigtig for tilvirkningen af jern og stål samt driften af dampmaskiner for industrien eller ombord i fartøjerne. Skibsbygning med tilgang på dampmaskineri for montering på båd og skib stort set var koncentrerede flere steder langs den engelske nordøstkyst frem til den skotske østkyst ved flodmundingen for Clyde. Glasgow og Newcastle-upon-Tyne var blandt andre blevet vigtige centre for jern- og stålskibsbygningen på verdensbasis. I 1892 var mere end 80 % af verdens skibe med metalskrog byggede i Storbritannien, men denne andel gik ned i forhold til andre landes skibsbygningsindustri som den tyske efter midten af 1890-erne.
Skibskonstruktion blev en videnskab som et resultat af den omfattende industrialisering med ingeniørerne. Den første skibskonstruktør, som også var videnskabsmand, var William Froude som havde arbejdet frem til 1846 som assistent indenfor jernbane- og skibsdesign for Brunel. Froude besluttede sig for at studere hydrodynamik og foretog eksperimenter på floden Dart i Devon frem til 1870. Det britiske admiralitet interesserede sig for hans arbejde og gav støtte til bygningen af den første modeltank ved Torquay. Med en modeltanke kan skibskonstruktørerne teste hvordan, skibet vil opføre sig på havet. Froudes modeltank blev taget i brug af både militære og civile skibsværfter i mange lande. Det første professoratet i skibsteknik blev oprettet ved Universitetet i Glasgow i 1883.
Den teknologiske udvikling mod slutningen af 1880-erne stoppede næsten op efter over 50 år med voldsomme sprang indenfor fartøjsteknologiske rammer. Søfartsnationerne begyndte et kapløb med hinanden gennem skibsbygningsindustri som ikke bare skulle holde trit med handelsflådernes vækst og krav, men også opretholde et våbenkapløb om at have den bedste sømilitære teknologi til rådighed. Dette våbenkapløb frem mod 1. verdenskrigs udbrud i 1914 tvang skibsbyggerne ind i et teknologisk kapløb indbyrdes, og Storbritannien klarede at beholde den teknologiske ledelse med sine større ressourcer. Dette var sidst bekræftet af HMS Dreadnought i 1906 som det første moderne slagskib med tungere pansring, stærk hovedbestykning mod større krigsskibe og mindre sekundærskydning for brug mod mindre fartøjer.
Trods konsekvenserne af våbenkapløbet og stormagtsrivaliseringen som havde virkeliggjort sig med 1. verdenskrig, skulle skibsfarten fortsætte med nye passagerskibe og krigsskibe som nationale symboler sammen med krigsflåderne, som tog ny teknologi i brug. Skibsværftsindustrien efter 1920 stagnerede i de fleste lande, mest i de britiske skibsværfter, som mistede verdensledelsen fra begyndelsen af 1930-erne. Briterne tøvede med at bruge ny teknologi, og klarede ikke at øge sin tonnage i sammenligning med de andre lande, herunder Norge, som fik fordoblet sin tonnage mellem 1921 og 1939. I Liverpool var et skib bygget med en ny teknik for at sammenføje stålpladerne, "Fullagar" med en o/a på 50 meter, søsat i 1920. Det var det første fartøj, som var svejset sammen med svejseapparater.
Svejsning med udgangspunkt i smedesvejsning for bearbejdning af stål gjorde det muligt at sammenføje materialer ved sammensmeltning, men det var ikke muligt at helsvejse en skibskonstruktion frem til mellemkrigstiden. Skøderne, som tidlige måtte klinkes sammen, blev glattere og stærkere ved brug af svejsning, og det var muligt at nedskære metalvægten i skroget. Investeringsomkostningerne gjorde det vanskeligere at bruge svejseapparater til trods for væsentlige fordele. Henry J. Kaiser (1882–1967) startede på et skibsværft i Seattle og Tacoma med den nye teknologi i 1939. To år senere skulle Kaiser lede serieproduktionen af standardiserede skibsdesigner som libertyskibene for kortest mulig tidsforbrug. Gennemsnitligt set var der kun 60 dage i byggetid for et libertyskib. Med den nye skibsbygningsteknik og præfabrikerede dele som skulle blive sektioner for skrog, overbygning og andre dele, kunne skibsbygningen ske i uhørte hastigheder. De færdige byggedele kom fra hele landet til skibsværftet for at monteres efterhånden, som fartøjet byggedes. På bare ti dage var et skib, "Joseph N. Neal" på 10.500 ton, bygget og søsat på Portland-værftet i 1942.

### Efterkrigstiden
Mod slutningen af 2. verdenskrig var den britiske handelsflåde fortsat den største i verden sammen med verdens største skibsbygningsindustri i Storbritannien. De britiske skibsbyggere lå efter amerikanerne når det gjaldt præfabrikering og svejsning, og var langsomme med at bruge nyvindingerne fra krigen. Efter, at den tyske og japanske værftsindustri var genopbyggede, skulle disse skibsbyggere etablere sig med moderne maskiner og tage den teknologiske ledelse.
Verdenshandelen blomstrede i efterkrigstiden med en stor opgangstid i de fleste lande, også Norge, i Vesten. Lukningen af Suezkanalen efter Suezkrisen i 1956 tvang skibsredere til at bruge større skibe. Olietankerne kunne sjældent fragte mere end 20.000 tons, men voksede hurtigt frem til 1970-erne, og det kulminerede med supertankskibene på mere end 200.000 tons. Det største tankskib i verden blev det norsk kontrollerede Jahre Viking med en længde på 458 meter og en lasteevne på ca. 564 000 tons. Fragtcontaineren som åbnede for et integreret land- og søtransportsystem, startede med det amerikanske linjerederi Sealands "Fairland" i 1966. Med dette var handelssøfarten blevet meget konkurrenceudsat, og teknologiske fremskridt i hænderne på skibsbyggerne blev dermed vigtigere.

### Fremdrift
Sejl havde stor betydning for fremdrift af fartøjer i lang tid, de første afbildninger af sejl er fundet på en vase dateret til omkring 3.100 f.Kr. fra slutningen på den førdynastiske tid før samlingen af Egypten ved 3.000 f.Kr. Sejl kom ikke frem til den nordlige del af Europa før 600-tallet til 700-tallet over tre tusinde år efter, at sejlet var taget i brug på Nilen.
Den første mekaniske drivkraft i et fartøj var dampmaskinen, som under en række eksperimenter af ulige konstruktører var testet på mindre fartøjer i den sidste halvdel af 1700-tallet. Den første hjulbåd, som benyttede dampmaskinen, var ingeniøren Jonathan Hulls´ dampbåd på floden Avon i 1737 med lille succes. En af de første dampbåde var konstrueret af Robert Fulton, bygget i 1807 for trafik på Hudsonfloden. I det næste tiår blev flere dampfartøjer byggede og søsatte for kommerciel søfart. J. Humphry byggede et dampskib som gik i regulær trafik efter en tidstabel på floderne mellem Berlin og Potsdam i Preussen i 1816. De første dampfartøjer havde roterende skovlhjul på siden af skibet, hvilke var vanskelige at bruge på havet med begrænsede effekt. I høje bølger kunne det ene hjul være i fri luft mens den andet befandt sig dybt nede, så det var vanskelige at kontrollere kursen på skibet i høj sø.
Arkimedes´ skrueopfindelse fra antikken blev hentet frem af opfindere som havde lært af Leonardo da Vinci og Robert Hooke fra 1600-tallet, at skruen i teorien kan bruges til at skabe fremdrift. Efter flere årtier med eksperimenter blev dette praktisk gennemførligt efter året 1836, og det første skib med to modsat roterende propeller var John Ericssons andet skib med skruepropel, "Robert F. Stockton" fra 1838. Brunel, som byggede "Great Britain", valgte til sidst en propel med seks vinkelformede blade ud af flere propeltyper, som var udviklede. Krigsskibene, som fortsat var en krydsning mellem sejlskib og dampskib, foretrak propeller med to blade således, at den kunne trækkes op i en brønd i agterskibet, men flerbladede propeller overtog efter cirka 1860, enten med en eller to propeller. I april 1845 arrangerede det britiske admiralitet en trækkamp mellem den hjuldrevne HMS "Alecto" og den propeldrevne HMS "Rattler" med samme deplacement og maskinkraft. "Rattler" vandt efter at have trukket hjulskibet efter sig med 2,8 knop.
Først i 1870 havde fordelene ved skruepropellen fået gehør indenfor al havgående skibsfart over hele verden samtidig, som dampmaskinens effektivitet blev forstørret med nye opfindelser som compound-maskinen med større damptryk end tidligere fra 1864 og trippelekspansionsmaskinen med god benyttelse af brændslet. De første dampmaskiner havde begrænset effektivitet på grund af det lave tryk i dampkedlerne som først måtte blive forstærkede for at kunne tåle højere tryk. Trippelekspansionsmaskinen mod slutningen af århundredet var blevet standard på de fleste skibe med flere brugsområder end tidligere; tillægsfunktioner som elektrisk lys, køling, lastehåndtering og mekaniske kraft for at bevæge kanontårne opstod.
Den britiske videnskabsmand Charles Parsons skabte sensation med sin eksperimentalbåd Turbinia på en marinemønstring uden for Portsmouth i 1897 med sin revolutionerende opfindelse, dampturbinen. Der havde hans småbåd skudt omkring 34 knop, de hurtigste marinefartøjer kunne ikke sejle hurtigere end 27 knop. Turbinemotoren, som var beregnet på høj hastighed, skulle få gearsystemer før både civil- og militærfartøjer kunne have dampturbine som deres drivkraft efter 1901. I begyndelsen af det 20. århundrede begyndte man at gå over til olie fra kul som brændsel. Benzinmotoren, som kom med bilen og motorcyklen, blev i større grad benyttet på motorbåde, mindre fartøjer og undervandsbåde. Dieselmotoren overtog i ubådene for at kunne forbrænde brændslet uden at skabe kullos i 1910-erne. I Danmark blev det første dieseldrevne handelsfartøj i historien, "Selandia", søsat i 1911.
I begyndelsen af det 21. århundrede efter under et hundrede år var to hovedtyper brugt for at drive båden eller skibet frem, dieselmotorer for både små og store skibe, og dampturbiner for de store skibe som cruiseskibe, tankskibe og krigsskibe samt hangarskibe. Efter oliekrisen i 1973 fik dieselmotoren et nyt opsving fordi den brugte billig lavkvalitetsolie i små mængder. De fleste handelsskibe i begyndelsen på 2000-årene er dieseldrevne.
Atomkraft bliver kun benyttet på de største hangarskibe som Nimitz-klassen fra USA og de russiske isbrydere som "Rossia" på 25.000 tons i deplacement samt angrebsubåde og ballistiske missilubåde fra USA, Rusland, Storbritannien, Frankrig og Kina. Det amerikanske skib "Savannah" søsat i 1962 var det eneste handelsskib med atomkraft men viste sig for dyrt og kompliceret.

### Skibskonstruktion
Skrogets konstruktion i moderne skibsbygning er afgørende for fartøjets sødygtighed, lasteevne og økonomiske kapacitet. Ulige konstruktioner har ulige forudsætninger for det specifikke fartøjs anvendelsesområde, handelsskibene var med årene blevet specialiserede på bestemte typer fragtgods, passagerfart eller sejlruter. Økonomisk drift og maksimal nyttelast, hurtig omlastning og lille mandskab var blevet vigtigt for rederierne. Forholdet mellem længde og bredde på et skrog er vigtige faktorer, et langt og smalt fartøj er hurtigere men har mindre last end et bredere fartøj med samme længde, som er langsommere.
Skibsbyggerne måtte være i stand til at designe det rette kompromis efter bygherrernes prioriteter om hvad og hvordan det planlagte skib skal være. Med indførslen af datamaskinen indenfor skibsteknik er det blevet lettere at have omfattende forskning, og det burde være mulig at forudsige resultaterne af et søfartøj med større nøjagtighed end tidligere.
Nutidens skibe bliver konstruerede fra indersiden og ud, rundt maskiner, lugarer og indredninger ved hjælp af præfabrikerede dele, som sættes sammen i moduler ved hjælp af automatisk svejsning. En modul er også et vertikalt udsnit af skibskonstruktionen før den bliver sat sammen med de andre til større dele. Hele sektioner på flere dæk kunne blive konstruerede og transporterede fra andetsteds i skibsværftet til slippen for at placere disse. Denne er kendt som "blok-konstruktion" ("block construction" på engelsk). Udstyr, elektriske kabler og eventuelle andre komponenter bliver allerede installerede i "blokkene" for hurtigst mulig arbejde i skrogkonstruktionen efter, at den er svejset sammen.
Denne fremgangsmåde kræver nøjagtige beregninger af, hvor hvert enkelt element skal placeres. Skibskonstruktørerne, som ledede arbejdet, tog datamaskiner i brug til denne opgave og flere andre opgaver om hvordan finde frem til designet og hvordan planerne skulle gennemføres på byggepladsen. Det er ikke rum for initiativ. Med datamaskinens hjælp bliver også plader og spanter skåret og bøjede til den rette form for bygningen med automatiske maskiner. Siden 1950 er man gået over til specialstål eller "konstruktionstål" af type karbonstål efter negative erfaringer med svejset stål på libertyskibene.

### Beton
Beton (på engelsk Ferro-Concrete) også har spillet en rolle indenfor skibsbygning, allerede i 1892 var en amerikansk skonnert bygget i armeret beton. Det første fartøj bygget som en betonkonstruktion var af franskmanden Joseph Louis Lambot i 1848. Metoden kom til Italien i 1896, hvor flere mindre fartøjer også var bygget som "betonfartøjer". Det samme skete også i Østrig-Ungarn og Schweiz efter århundredeskiftet i mindre omfatning.
Tyskland og Storbritannien søsatte betonfartøjer i 1908, derefter Nederlandene og Norge i 1910. Ved flere norske skibsværfter var et antal fartøjer beregnede på havnetjeneste byggede i beton på op til 1000 tons dødvægt frem til 1920-erne. Det største fartøj bygget ved et norsk værft var på 1400 tons dødvægt. Ca. 30 betonskibe blev byggede i Norge.
I Danmark og Sverige blev også flere fartøjer i beton byggede, blandt andet var tre færger byggede af AB Marinbeton i Nyköping i 1919 med en o/a på 26,50 meter. Færgen mellem Resarö og Vaxholm blev bygget i 1933 med en o/a på 17,73 meter og 135 tons i dødvægt. Armeret beton blev brugt for bygning af færger, pramme eller lægtefartøjer og flydedokke. I USA blev et større antal betonfartøjer byggede med samlet lastekapacitet på 135.000 tons dødvægt frem til 1919. 8 af disse var tankskibe med 7500 tons dødvægt hver, samt op til 70 mindre fartøjer.
Siden 2001 har der været ny interesse for at bruge beton i fartøjsbygning efter, at letbetonen er blevet udviklet. Aker Yards i samarbejde med Det Norske Veritas udviklede en ny type betonskrog, men det er endnu ikke sat i kommerciel produktion.

### Glasfiber
Glasfiber blev for første gang brugt som skibsmateriale under 2. verdenskrig, men fra slutningen af 1950-erne var det blevet muligt at bygge fartøjsskrog med glasfiberarmeret polyester for sejl- og motorbåde, i begyndelsen kaldet plastbåde. Efterhånden blev der udviklet teknik og kundskab angående materialets egenskaber for bygning af mindre marinefartøjer som for eksempel minestrygere og patruljefartøjer og civilfartøjer som fiskebåde som yachter med en længde op til 50 meter på skroget.
Konstruktionen begynder med båden i op-ned stilling med skroget sat ovenpå maler på gulvet. En mal er et værktøj som giver omridset af den planlagte genstand, som skal laves, som skabelon eller mønster. Malen bordlægges med Divinycell som er et hårdt skumplastmateriale, derefter begynder arbejdet med belægningen med lag af glasfiber og polyester. Belægningen fortsætter til man har fået den ønskede tykkelse på skroget mens materialet hærdes. Derefter bliver skroget målt op og siden vendt om på en bådskrå for at belægge indersiden med glasfiber og polyester. Skotter, tvær- og langsgående forstærkninger bliver også udført i divinycell og derefter belagt med glasfiberarmeret polyester. Dæk og overbygningerne på fartøjet bliver også konstruerede på den samme måde. Kernen af divinycell mellem det ydre og indre laminatet kan have en tykkelse fra 30 millimeter og opefter. Laminatets tykkelse på den indre side af bordlægningen kunne være på 10 mm, på ydersiden på 15 til 20 mm.
I nyere tid er nyere kompositmaterialer med bedre egenskaber efterhånden taget ledelsen fra glasfiber-armeret plast. Den mest kendte er karbonfiberen. For de større fartøjer er det fortsat kun stål som kan bruges som byggemateriale.